# Castelo d'Éguilly

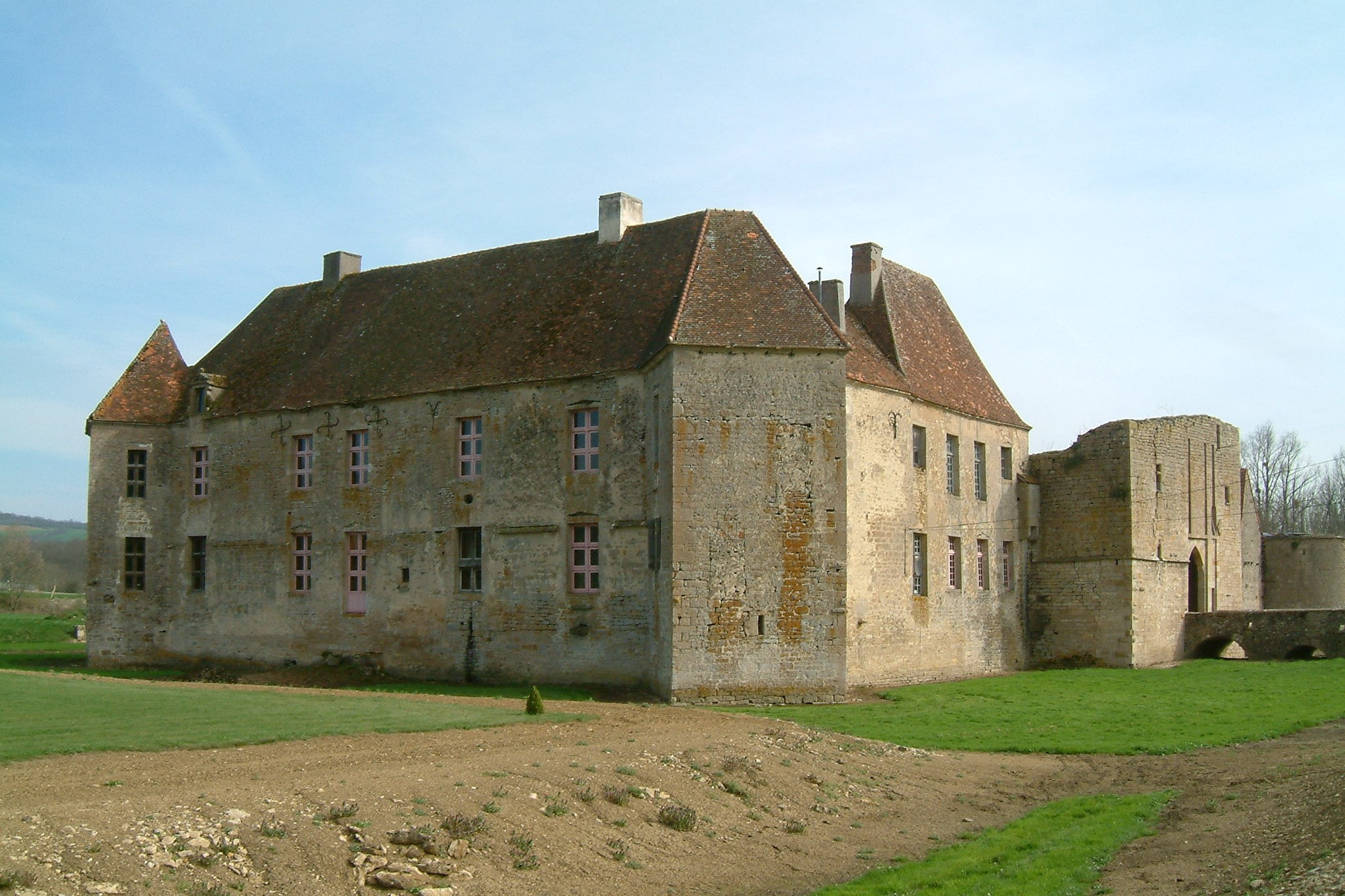
Castelo d'Éguilly

O Castelo d'Éguilly é um castelo na comuna de Éguilly, na Côte-d'Or, na França, perto da auto-estrada A6. Com as suas origens no século XII, está classificado como monumento histórico pelo Ministério da Cultura da França.